# 李益
李 益（り えき、748年 - 827年?）は、中国・唐の詩人。字は君虞（くんぐ）。鄭州の人であるが、本貫は隴西郡狄道県（現在の甘粛省定西市臨洮県）。李玄道の末裔にあたる。